# 千歲町 (臺北市)
千歲町為臺灣日治時期臺北市之行政區，共分一～三丁目，位於臺北城南門外龍匣口地區的新榮町之南。戰後劃入古亭區，今臺北市中正區的羅斯福路二段、南海路、寧波東西街。

## 町內設施
- 千歲町市場（一丁目，現南門市場）
- 尾辻國吉宅（二丁目）